# Zita Boye-Møller
Zita Boye-Møller (11. august 1944 – 27. april 1995) var en dansk studievært.
Boye-Møller var student fra Frederiksborg Statsskole og studerede dansk, teaterhistorie og jura ved Københavns Universitet, men færdiggjorde ikke studierne. Hun blev i stedet uddannet lærer i 1972 fra Zahles Seminarium. Hun arbejdede efterfølgende som lærer ved en folkeskole i Rungsted. 
I 1974 kom hun til DR, først som programmedarbejder på freelancebasis i B&U-afdelingen og fra 1983 på P3. I 1986 blev hun fastansat og droppede dermed sit lærerjob. Fra 1988 var hun weekendredaktør for P3. Hun medvirkede også selv i flere programmer, bl.a. Morgennisserne, ligesom hun var var vært på flere tv-programmer, bl.a. Melodi Grand Prix 1990 og Fup eller Fakta.
Zita Boye-Møller fik konstateret kræft i underlivet i 1993 og blev i første omgang helbredt, men fik i 1995 et tilbagefald, der ikke kunne behandles. Hun er begravet på Ordrup Kirkegård.